# Платачи (Козенца)
Платачи (итал. Plataci) је насеље у Италији у округу Козенца, региону Калабрија.
Према процени из 2011. у насељу је живело 752 становника. Насеље се налази на надморској висини од 942 м.

## Становништво
Према резултатима пописа становништва 2011. у општини је живело 830 становника.
| 1931. | 1936. | 1951. | 1961. | 1971. | 1981. | 1991. | 2001. | 2011. |
| ----- | ----- | ----- | ----- | ----- | ----- | ----- | ----- | ----- |
| 1.776 | 1.710 | 1.832 | 1.674 | 1.562 | 1.240 | 1.116 | 920   | 830   |